# 猪野広樹
猪野 広樹（いの ひろき、1992年9月11日）は、日本の俳優である。神奈川県出身。スターダストプロモーション制作2部所属。身長175cm。

## 人物
- 趣味は旅[2]。
- 好きなスポーツはサッカーとロードバイク[2]。
- 特技は殺陣、アクション[2]。

## 出演

### テレビドラマ
- 猿ロック Episode5-1（2009年10月、読売テレビ）
- 宇宙犬作戦 Episode1（2010年7月、テレビ東京）
- スター☆コンチェルト〜オレとキミのアイドル道〜（2017年1月10日 -4月4日、メ〜テレ・TOKYO MX） - 主演・瑛倉ヒロキ 役[3]
- クズの本懐（2017年1月 - 4月、フジテレビ） - タクヤ 役
- この世にたやすい仕事はない（2017年、NHK BSプレミアム） - 智史 役
- リピート〜運命を変える10か月〜（2018年1月 - 3月、読売テレビ・日本テレビ系列） - 坪井要 役
- ディキータマリモット－オウセンの若者たち－（2018年7月 - 、テレビ神奈川） - 主演 アドニス 役[4][5]
- 俺たちはあぶなくない〜クールにさぼる刑事たち（2020年9月18日 - 11月6日、MBS、テレビ神奈川他） - 伊喜利辰巳 役
- REAL⇔FAKE 2nd Stage （2021年6月16日 - 7月7日、MBS、TBS）- 卯野紘希 役[6]
- アンラッキーガール! 第5話（2021年11月4日 、読売テレビ、日本テレビ）- ヨウヘイ 役
- 異世界居酒屋「のぶ」 Season2（2022年5月27日 - 7月29日、WOWOWプライム）- トマス 役[7]
- わたしの夫は-あの娘の恋人-（2023年1月15日〈予定〉 - 、テレビ大阪・BSテレビ東京） - 畑下建 役[8]

### バラエティ
- スター☆コンチェルト「スタ☆コンクッキング」（2017年4月 - 、TOKYO MX 他）

### 映画
- JKエレジー（2019年8月9日[9]） - カズオ 役[10]
- 映画「刀剣乱舞」-継承-（2019年） - 大倶利伽羅 役（特別出演）
- いつまでも忘れないよ（2019年5月31日） - アドニス 役[11]

### インターネットTV
- フォローされたら終わり（2019年10月、AbemaTV） - ミズキ 役
- 私が獣になった夜（2021年7月2日、ABEMA） - 亮 役[12]

### CM
- 河合塾（2012年2月 - ）
- ADSS「アディダス」（2012年1月 - ）
- 日清紡ホールディングス（2012年5月 - ）
- ポケットモンスター X・Y（2013年12月 - ）
- ケンタッキーフライドチキン 「ゆず辛チキン」「香りの誘い」篇（2014年9月 - ）
- 全国農業協同組合連合会（2016年2月 - ）
- 感動系移住MOVIE「ミエタカラ」（2016年3月 - ）
- ダイハツ キャスト アクティバ「タツノオトシゴ」篇（2016年6月 - ）
- セガゲームス「プロサッカークラブをつくろう! ROAD TO WORLD」（2018年6月 - ）
- ハイセンスジャパン株式会社 ショートドラマ 第1弾「きゅんとする家電」洗濯機篇（2021年10月1日 - ）

### プロモーションビデオ
- supercell「さよならメモリーズ」（2010年2月）

### 舞台
2012年
- エアースタジオ
  - PRIDE（2012年6月7日 - 11日、アクアスタジオ）
  - 信長（2012年8月15日 - 19日、全労済ホール スペース・ゼロ）

2013年
- キリトリ（2013年3月29日 - 31日、千本桜ホール）[13]
- 華ヤカ哉、我ガ一族 - 宮ノ杜進 役
  - オペラカレイド（2013年4月23日 - 5月1日、星陵会館）
  - オペラカレイド〜再会〜（2013年8月3日 - 12日、星陵会館）
- オトメライブ第二弾「CLOCK ZERO 〜終焉の一秒〜」 - 神賀旭 役[14]
  - A live Moment（2013年9月23日 - 10月6日、全労済ホール スペース・ゼロ）
- オトメライブ第三弾「十鬼の絆 〜関ヶ原奇譚〜」（2013年12月13日 - 22日、星陵会館） - 主演・千歳 役[15]

2014年
- CLOCK ZERO 〜終焉の一秒〜 - 神賀旭 役
  - A live Moment 再演（2014年3月12日 - 17日、星陵会館） - 主演
  - rin-g-age（2014年11月22日 - 30日、星陵会館）
- オトメライブ第六弾「華ヤカ哉、我ガ一族オペラカレイド〜狂宴〜」（2014年12月12日 - 21日、星陵会館） - 宮ノ杜進 役[16]

2015年
- 最後のサムライ（2015年3月4日 - 15日、天王洲銀河劇場） - 岩村精一郎 役[17]
- ミュージカル『薄桜鬼』 - 永倉新八 役
  - 黎明録（2015年5月 - 6月、AiiA 2.5 Theater Tokyo 他）[18]
- PUPA CINEMATIC STAGE 6「イツツメキセツ」（2015年7月15日 - 19日、TACCS1179） - 主演 ドロップ 役
- FLYING PIRATES ネバーランド漂流記-featuringGUY'S-（2015年9月18日 - 23日、新宿村LIVE） - 主演 ピーターパン 役[19]
- ハイパープロジェクション演劇「ハイキュー!!」 - 菅原孝支 役[20][21]
  - ハイキュー!!（2015年11月14日 - 12月13日、AiiA 2.5 Theater Tokyo 他）[22][23]

2016年
- ミュージカル『薄桜鬼』 - 永倉新八 役
  - 新選組奇譚（2016年1月5日 - 17日、天王洲銀河劇場 他）
- JYUKAI-DEN -桃源-（2016年3月3日 - 8日、CBGKシブゲキ!!） - 主演 二心 役
- 朗読劇『超訳文学〜吾輩は猫である〜』（2016年3月19日 - 20日、中央区立日本橋公会堂） - 主演 猫 役
- ハイパープロジェクション演劇「ハイキュー!!」 - 菅原孝支 役[20][21]
  - 頂の景色（2016年4月8日 - 5月8日、AiiA 2.5 Theater Tokyo 他）[24][25]
  - 烏野、復活!（2016年10月28日 - 12月4日、AiiA 2.5 Theater Tokyo 他）[26][27]
- ポセイドンの牙（2016年6月1日 - 5日、紀伊國屋ホール） - 葛先賢人 役[28]
- 戦国無双 〜四国遠征の章〜（2016年6月29日 - 7月4日、AiiA 2.5 Theater Tokyo） - 毛利元就 役
- ROCK MUSICAL BLEACH 〜もうひとつの地上〜（2016年7月28日 - 8月28日、AiiA 2.5 Theater Tokyo 他） - 朽木白哉 役[29]

2017年
- 私のホストちゃん REBORN（2017年1月11日 - 2月2日、サンシャイン劇場 他） - 理人 役[30][31]
- ハイパープロジェクション演劇「ハイキュー!!」 - 菅原孝支 役[20][21]
  - 勝者と敗者（2017年3月24日 - 5月7日、TOKYO DOME CITY HALL 他）[32][33]
  - 進化の夏（2017年9月8日 - 10月29日、TOKYO DOME CITY HALL 他）[34][35]
- 舞台「刀剣乱舞」義伝 暁の独眼竜（2017年6月1日 - 7月14日、天王洲銀河劇場 他） - 大倶利伽羅 役[36]
- 朗読劇『逢いたくて』（2017年8月8日 - 13日、三越劇場）
- 義風堂々!!（2017年11月17日 - 12月10日、AiiA 2.5 Theater Tokyo 他） - 主演 直江兼続 役[37]

2018年
- おおきく振りかぶって - 阿部隆也 役
  - おおきく振りかぶって（2018年2月2日 - 12日、サンシャイン劇場）[38][39]
  - 夏の大会編（2018年9月6日 - 30日、サンシャイン劇場 他）[40]
- 『弱虫ペダル』新インターハイ篇～箱根学園王者復格（ザ・キングダム）～（2018年3月2日 - 18日、東京芸術劇場 他） - 今泉俊輔 役[41][42]
- 劇団方南ぐみ「THE面接」（2018年4月12日 - 21日、三越劇場） - 上野竜也 役[43]
- 朗読劇『青空』（2018年8月11日、三越劇場）
- あんさんぶるスターズ！エクストラ・ステージ ～Memory of Marionette～（2018年12月 - 2019年2月、東京 / 京都 / 大阪 / 福岡 / 仙台） - 影片みか 役[44]

2019年
- 「僕のヒーローアカデミア」The ‟Ultra”Stage（2019年4月12日 - 29日、天王洲銀河劇場 他） - 飯田天哉 役[45]
- 『弱虫ペダル』新インターハイ篇～制・限・解・除（リミットブレイカー）～（2019年5月10日 - 26日、シアター1010 / 浪切ホール） - 今泉俊輔 役[46][47]
- 朗読劇「百合と薔薇」（2019年6月5日 - 16日、品川プリンスホテル クラブeX）
- 上にいきたくないデパート（2019年8月21日 - 29日、三越劇場） - 神山樹 役[48][49]
- 血界戦線（2019年11月2日 - 17日、天王洲銀河劇場 他） - ザップ・レンフロ 役[50]
- ペルソナ5 the Stage（2019年12月13日 - 29日、メルパルクホール / 天王洲銀河劇場） - 主演 主人公 役[51]

2020年
- 舞台「DECADANCE」～太陽の子～（2020年1月24日 - 2月1日、EX THEATER ROPPONGI / 2月8日 - 9日、森ノ宮ピロティホール） - ジェンバ 役[52][53]
- 「僕のヒーローアカデミア」The “Ultra” Stage 本物の英雄（ヒーロー）（2020年3月6日 - 4月5日、品川プリンスホテル ステラボール 他） - 飯田天哉 役
- 「僕のヒーローアカデミア」The “Ultra” Live（2020年7月17日 - 26日、東京ドームシティホール） - 飯田天哉 役
- PERSONA5 the Stage #2（2020年10月1日 - 18日、KT Zepp Yokohama / サンケイホールブリーゼ） - 主演 主人公 役[54][55]
- 血界戦線（2020年11月20日 - 12月6日、天王洲銀河劇場 他） - ザップ・レンフロ 役[56]

2021年
- DisGOONie Presents Vol.9 舞台「GHOST WRITER」(2021年1月22日 - 24日、COOL JAPAN PARK OSAKA WWホール / 1月29日 - 2月7日、EX THEATER ROPPONGI)  - 主演 ダルタニアン 役[57]
- 双牙～ソウガ 新炎（2021年3月5日 - 14日、シアター1010） - 主演 オウカ 役[58]
- 池袋ウエストゲートパーク THE STAGE（2021年6月25日 - 27日、豊洲PIT / 7月1日 - 4日、シアター1010） - 主演 マコト 役[59][60][61]
- 舞台「デュラララ!!」～円首方足の章～（2021年8月1日 - 7日、日本青年館ホール / 13日 - 15日、名古屋文理大学文化フォーラム / 20日 - 22日、COOL JAPAN PARK OSAKA WWホール） - 折原臨也 役[62][63]
- 血界戦線 Blitz Along Alone（2021年10月22日 - 31日、天王洲銀河劇場 / 11月4日 - 7日、梅田芸術劇場 シアター･ドラマシティ）- ザップ・レンフロ 役[64]
- DisGOONie Presents Vol.10 舞台「MOTHERLAND」（2021年12月5日、明治座）- 田健 役
- ペルソナ5 the Stage #3（2021年12月10日 - 12日、メルパルクホール大阪 / 16日 - 19日、KT Zepp Yokohama） - 主演 主人公 役
- オンラインドラマシアター『人間椅子』「～玉簡朗読編～」「～書生怪奇譚～」（2021年12月8日 - 2022年1月10日）[65]

2022年
- 舞台「ナミヤ雑貨店の奇蹟」（2022年2月26日 - 3月6日、サンシャイン劇場） - 主演 桐生敦也 役[66]
- 冤罪執行遊戯ユルキル the stage（2022年4月23日 - 5月1日、ニッショーホール）- 主演 春秋千石 役[67][68]
- ミュージカル「マギ」－迷宮組曲－（2022年6月3日 - 12日、天王洲銀河劇場 / 18日 - 19日、森ノ宮ピロティホール） - アリババ・サルージャ 役[69]
- NIGHT HEAD 2041 -THE STAGE-（2022年7月1日 - 10日、シアターGロッソ） - 主演 霧原直人 役（Wキャスト）[70]
- 舞台「脳内ポイズンベリー」（2022年8月26日 - 9月6日、明治座 / 9月10日 - 12日、COOL JAPAN PARK OSAKA WWホール） - 石橋 役[71]
- PERSONA5 the Stage #4 FINAL（2022年10月20日 - 23日、KT Zepp Yokohama） - 主演 主人公 役[72][73]

2023年
- 巌流島（2023年2月10日 - 22日、明治座 / 2月25日 - 26日、本多の森ホール / 3月1日、新潟県民会館 / 3月4日、あきた芸術劇場ミルハス / 3月8日、名古屋国際会議場 センチュリーホール / 3月11日 - 12日、神戸国際会館 こくさいホール / 3月15日、レグザムホール / 3月18日 - 27日、博多座） - 辰蔵 役[74][75]
- ミュージカル「マギ」-バルバッド狂騒曲-（2023年6月9日 - 18日、品川プリンスホテル ステラボール / 6月24日 - 25日、森ノ宮ピロティホール） - アリババ・サルージャ 役[76]
- 舞台『刀剣乱舞』七周年感謝祭 -夢語刀宴會-（ゆめがたりかたなのうたげ）（2023年8月4日 - 6日、幕張メッセ 幕張イベントホール） - 大倶利伽羅 役[77]
- 明治座創業150周年記念 舞台『赤ひげ』（2023年10月28日 - 11月12日、明治座 / 12月14日 - 16日、新歌舞伎座）[78]

2024年
- ミュージカル『狂炎ソナタ』（2024年2月2日 - 11日、品川プリンスホテル ステラボール） - 主演 J 役[79]
- 舞台「野球」飛行機雲のホームラン ～ Homerun of Contrail（2024年6月22日 - 30日、天王洲銀河劇場 / 7月6日 - 7日、サンケイホールブリーゼ） - 穂積大輔 役[80]
- 劇団『ドラマティカ』ACT4／魔女とお菓子の家（2024年8月23日 - 9月8日、品川プリンスホテル ステラボール） - ヘンゼル(影片みか) 役[81]
- 朗読劇「夢から醒めない夢を見よ。」（2024年9月11日 - 12日、シアター・アルファ東京）[82]
- アメツチ公演「アテルイ」（2024年10月9日 - 13日、こくみん共済 coop ホール/スペース・ゼロ） - 幸武 役[83]
- 絢爛豪華 祝祭音楽劇『天保十二年のシェイクスピア』（2024年12月19日 - 29日、日生劇場 / 2025年1月5日 - 7日、梅田芸術劇場 / 1月11日 - 13日、博多座 / 1月18日 - 19日、オーバード・ホール 大ホール / 1月25日 - 26日 愛知県芸術劇場大ホール）- 佐吉 役 [84]

2025年
- 舞台『青のミブロ』（2025年4月11日 - 20日、EX THEATER ROPPONGI/ 4月25日 - 27日、京都劇場） - 土方歳三 役[85]
- 舞台『ブルーロック』4th STAGE（2025年5月15日 - 25日、THEATER MILANO-Za / 5月30日 - 6月1日、東大阪市文化創造館 Dream House 大ホール） - 糸師冴 役[86]
- DisGOONie Presents Vol.15 舞台『恋ひ付喪神ひら』（2025年6月10日、シアターH）[87][88]
- 『あんさんぶるスターズ！THE STAGE』-Blessing Moment-（2025年10月31日 - 11月9日〈予定〉、品川プリンスホテル ステラボール / 11月14日 - 23日〈予定〉、AiiA 2.5 Theater Kobe） - 影片みか 役[89][90]

## 作品

### 映像ソフト
- 猪野広樹ファーストイメージDVD「Hitch your wagon to a star」（2017年1月、スパイスビジュアル）

### 写真集
- 猪野広樹ファースト写真集「HIROKI」（2017年12月、東京ニュース通信社） ISBN 978-4863367104
- 猪野広樹写真集 彩-iro-（2019年7月、KADOKAWA） ISBN 978-4048963732